# 博斯弗莱特
博斯弗莱特是德国石勒苏益格－荷尔斯泰因州的一个市镇。总面积15.19平方公里，总人口778人，其中男性390人，女性388人（2011年12月31日），人口密度51人/平方公里。